# Chef (adel)
Aan het hoofd van een aantal adellijke geslachten staat een "chef".
De hoogste adellijke families wortelen nog in de feodale periode en anderen hebben de gewoonten van de oudere feodale huizen overgenomen. Daartoe behoort het gezag dat het hoofd van het Huis over de dynasten of agnaten heeft. Hij of zij moet in een aantal families de ebenbürtigkeit van de huwelijken van de leden van het Huis goedkeuren en stelt regels, ook over de godsdienst van de huwelijkspartners, vast. Ook de titels van de jongere of minder hooggeplaatste leden van de familie worden in een aantal gevallen, bijvoorbeeld in het Huis Frankrijk, door de chef bepaald.
Dit voorrecht wordt staatsrechtelijk erkend wanneer dat voorkomt uit het Jus sanguinis van de na 1815 in Europa regerende families.
De Graaf van Parijs verleent binnen zijn geslacht, de Franse Bourbons, een groot aantal oude titels die ook in het verleden door de Bourbons zijn gebruikt, waaronder die van comte de Clermont, duc d'Orléans, comte d'Evreux en comte de la Marche.
De in familiewetten, huwelijksverdragen en in het gewoonterecht vastgelegde bevoegdheden van de Chef staan op gespannen voet het meer egalitaire moderne Burgerlijk Recht.
De Duitse rechter erkent het gezag van de hoofden van de vele koninklijke en prinselijke geslachten over de familieleden niet zonder meer.
Een oordeel van het hoogste Duitse gerechtshof van 22 maart 2004 betekende dat het hoofd van het Huis Hohenzollern de titels en predicaten van de prinsen van dat Huis in het vervolg niet van hen mag afnemen wanneer zij huwen met een partner die een andere godsdienst heeft, niet van hoge adel is of de Chef om andere redenen niet bevalt. Dat zou in strijd zijn met Art. 6. Terugwerkende kracht had de uitspraak niet, het Erbvertrag en de Familiewet waren niet altijd ongeldig geweest.